# Provincia de Phongsali
Phôngsali (laosiano: ຜົ້ງສາລີ) es una provincia de Laos, localizada en el norte del país. La capital de la provincia es la ciudad de Phôngsali. Phôngsali está localizado entre Yunnan (China), y también entre Vietnam. Su cultura ha estado históricamente bajo la influencia de China.

## Comercio
Phôngsali es el nexo principal de comercio entre Laos y China, donde Laos exporta mano de obra e importa ciertos bienes. Hay también varias empresas chinas establecidas en la provincia, con otra inversión extranjera.

## Demografía
La Provincia de Phôngsali posee una superficie total de 16.270 kilómetros cuadrados, y según el censo realizado en 2004, esta provincia está habitada por un total de 199.900 personas. Su densidad poblacional es de doce habitantes por cada kilómetro cuadrado.

## Divisiones Administarativas
Esta provincia se encuentra subdividida en siete distritos:
- Boun Nua
- Boun Tai
- Khoa
- Mai
- Gnot-Ou
- Phongsali
- Samphan

- Datos: Q334868
- Multimedia: Phongsali / Q334868